# Donghua Li
Li Donghua (李東華S, Lǐ DōnghuáP; Chengdu, 10 dicembre 1967) è un ex ginnasta cinese naturalizzato svizzero.

## Palmarès

### Olimpiadi
- 1 medaglia:
  - 1 oro (Atlanta 1996 nel cavallo)

### Mondiali
- 3 medaglie:
  - 1 oro (Sabae 1995 nel cavallo)
  - 1 argento (San Juan 1996 nel cavallo)
  - 1 bronzo (Brisbane 1994 nel cavallo)

### Europei
- 1 medaglia:
  - 1 oro (Copenaghen 1996 nel cavallo)